# Союз TMA-07M
Союз TMA-07M — місія космічного корабля «Союз» до МКС з космонавтами на борту. Корабель доставив на міжнародну космічну станцію трьох учасників експедиції МКС-34/МКС-35. Це 113-й політ корабля «Союз», перший політ котрого відбувся в 1967 році. Союз залишався на борту МКС, як додатковий засіб аварійної евакуації для МКС-34.

## Екіпаж
- (Роскосмос): Роман Романенко (2-й космічний політ) — командир екіпажу.
- (НАСА): Томас Маршберн (2) — бортінженер.
- (КАА): Кристофер Хедфілд (3) — бортінженер.

У ході польоту космонавти виконали велику кількість експериментів різної спрямованості, прийняли і розвантажили вантажні кораблі «Прогрес М-18М», «Прогрес М-19М» і «Dragon».
Космонавти Роман Романенко і Томас Маршберн по одному разу виходили у відкритий космос.
На Землю космонавти повернулися 14 травня 2013 — спусковий апарат здійснив посадку в 149 кілометрах на південний схід р. Джезказган (Казахстан).

## Дублери
- (Роскосмос): Федір Юрчихін — командир екіпажу.
- (НАСА): Карен Найберг — бортінженер.
- (ЄКА): Лука Пармітано — бортінженер.

## Історія
- 19 грудня 2012 року в 16:12 мск корабель стартував до МКС[3][4].
- 21 грудня 2012 року в 18:09 мск корабель пристикувався до МКС[5].
- 14 травня 2013 року в 03:08 мск корабель відстикувався від МКС[6] і в 06:31 мск приземлився в Казахстані[7].

## Галерея

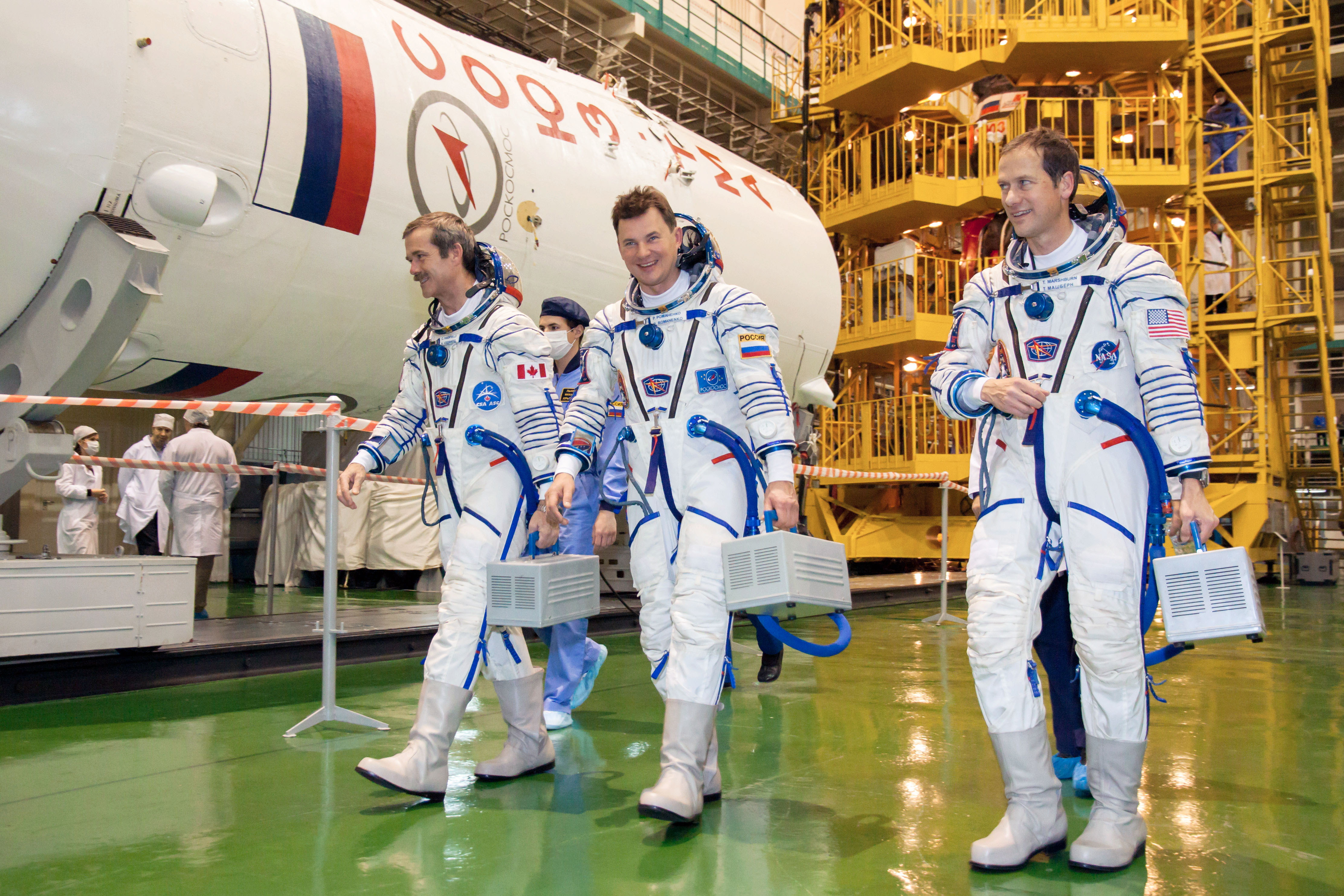
Члени екіпажу під час "перевірки" Союзу ТМА-07М на космодромі Байконур.
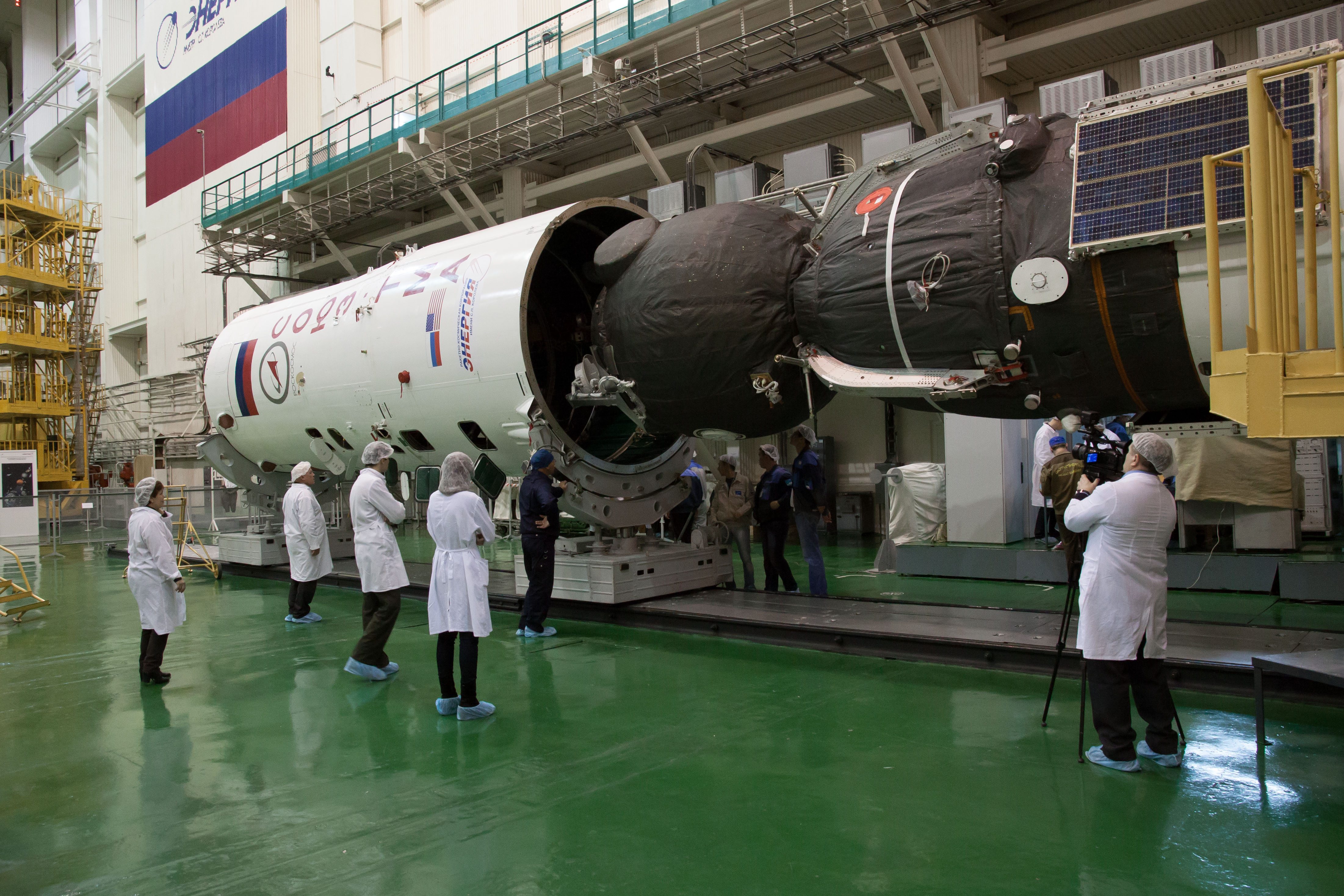
Космічний корабель під час передпускової перевірки 12 грудня 2012.
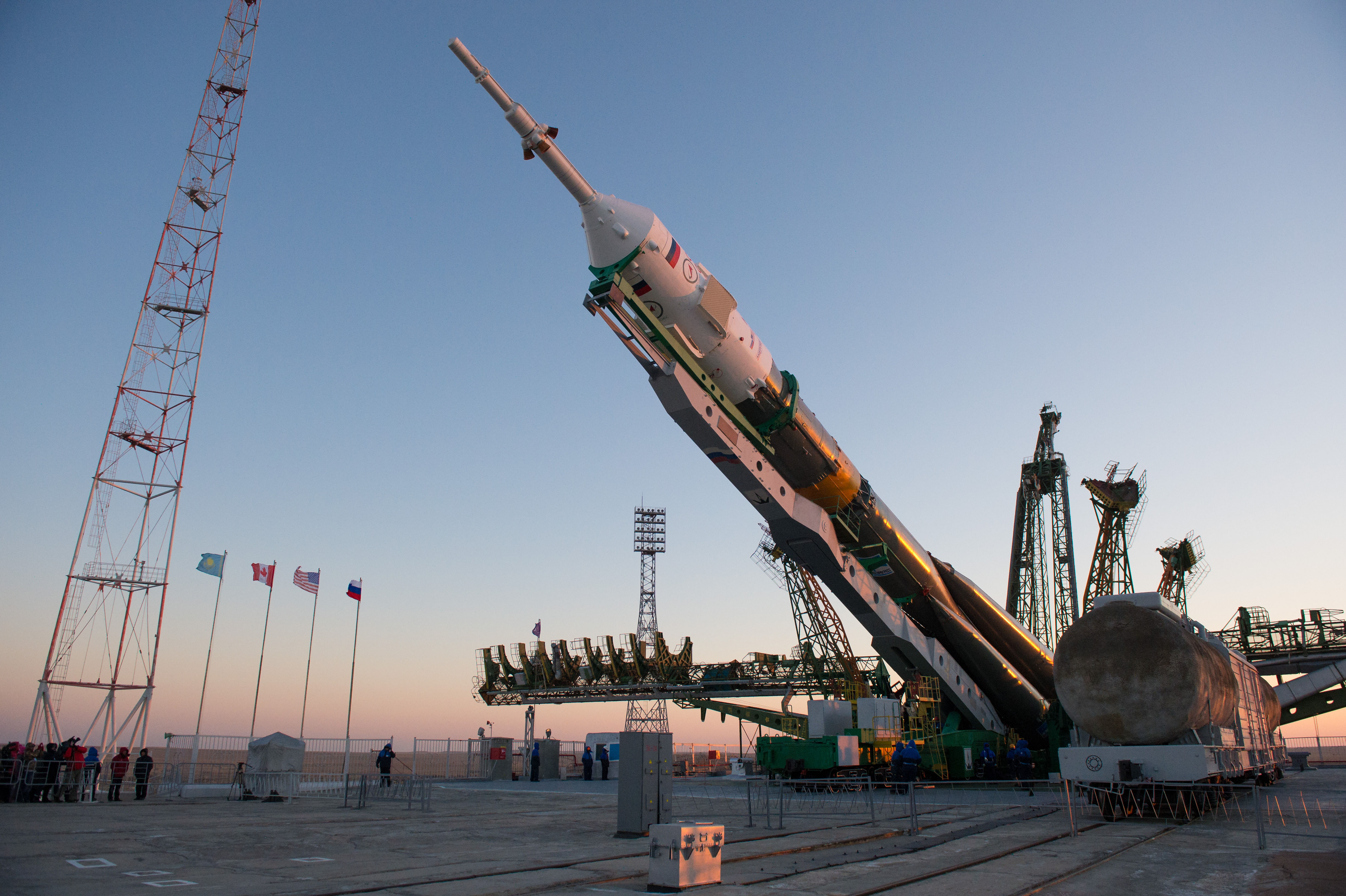
Піднімання ракети Союз 17 грудня 2012 року.
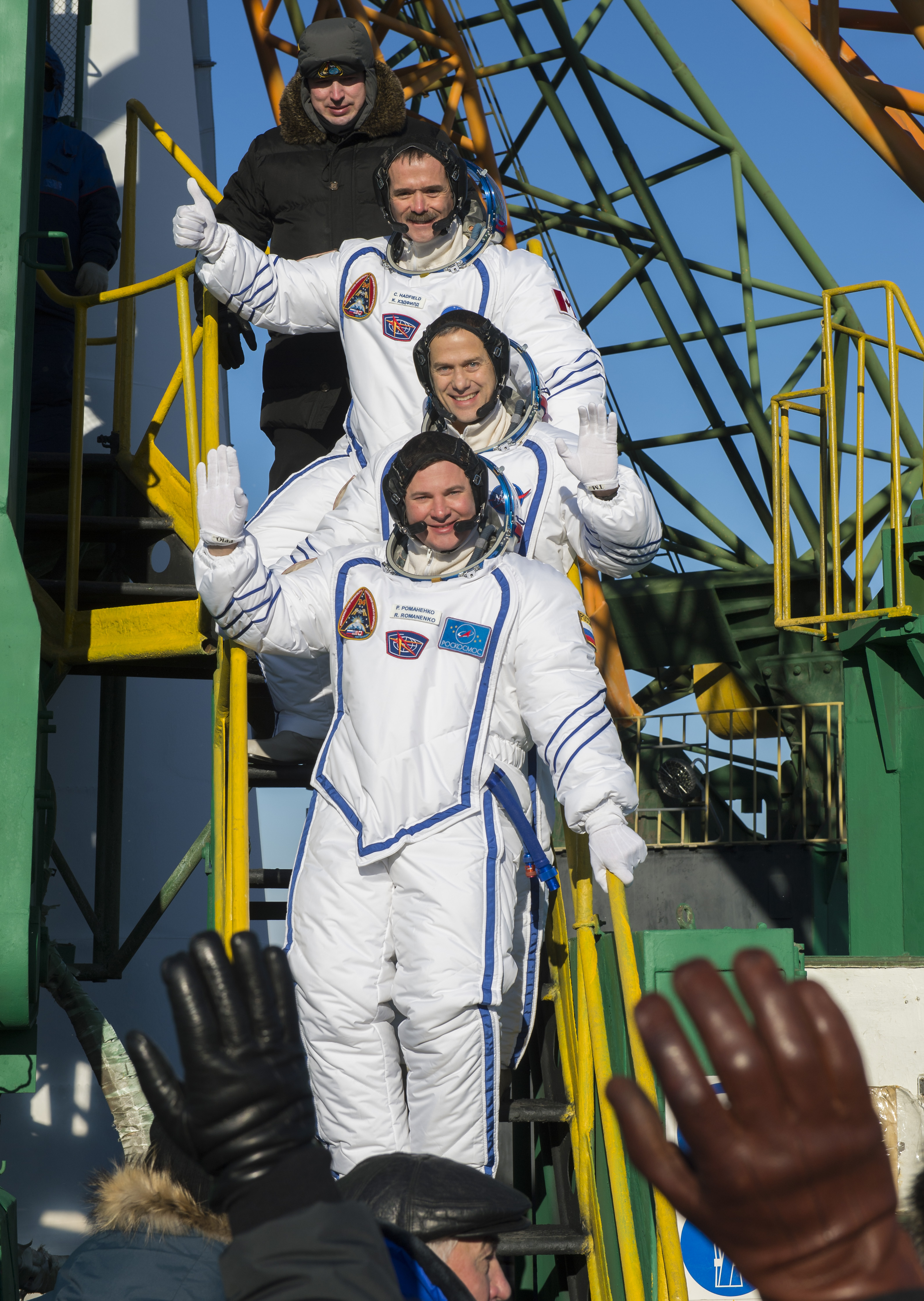
екіпаж вітає глядачів перед запуском 19 грудня 2012.
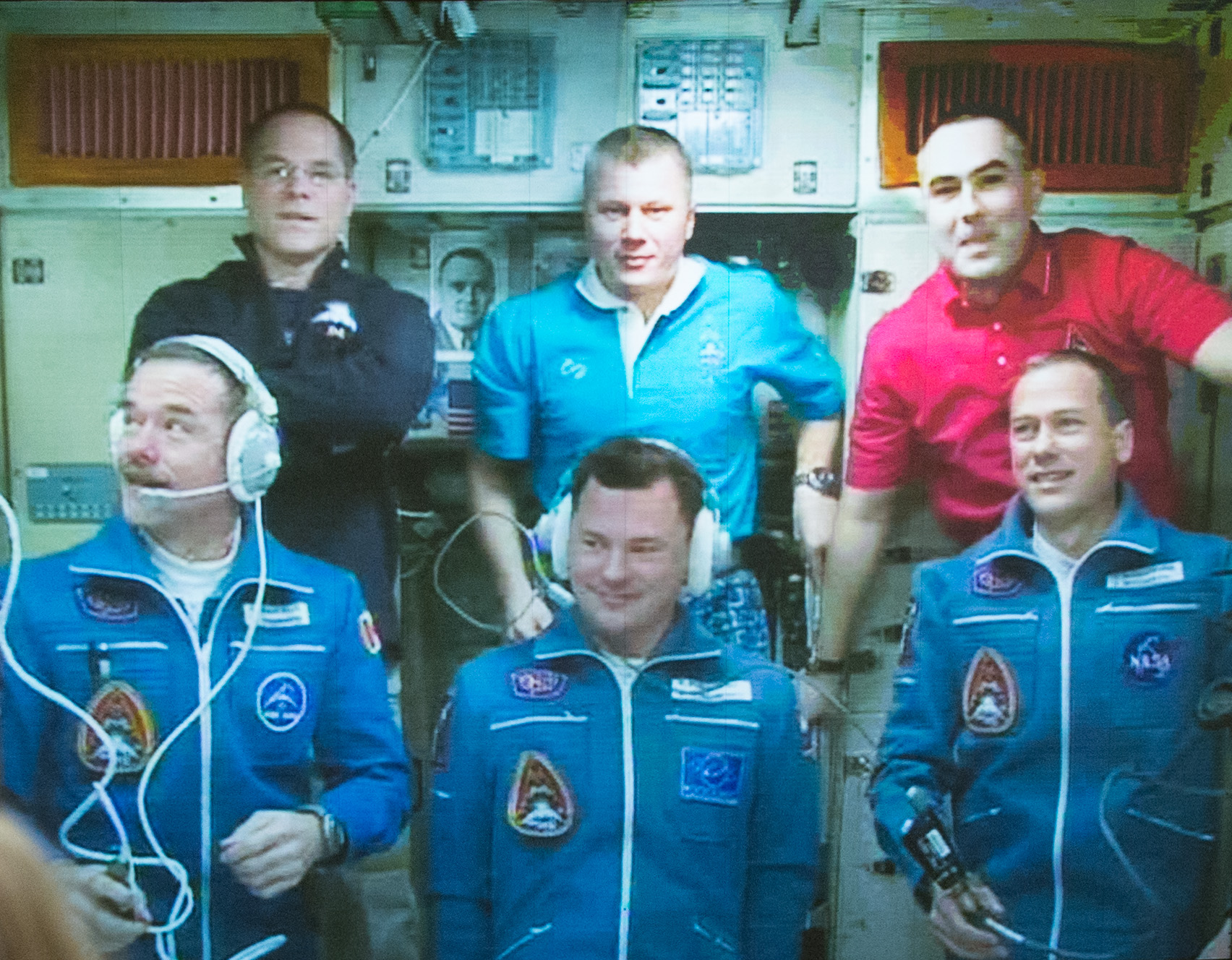
34 екіпаж, об’єднаний.
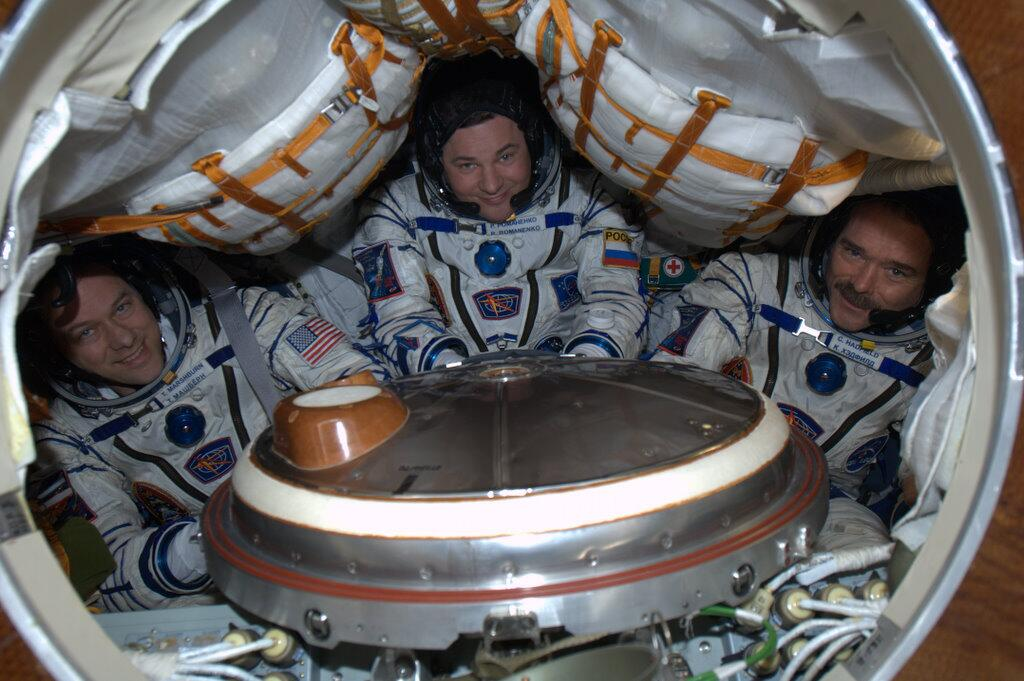
Експедиція 35 всередині Союз ТМА-07M.
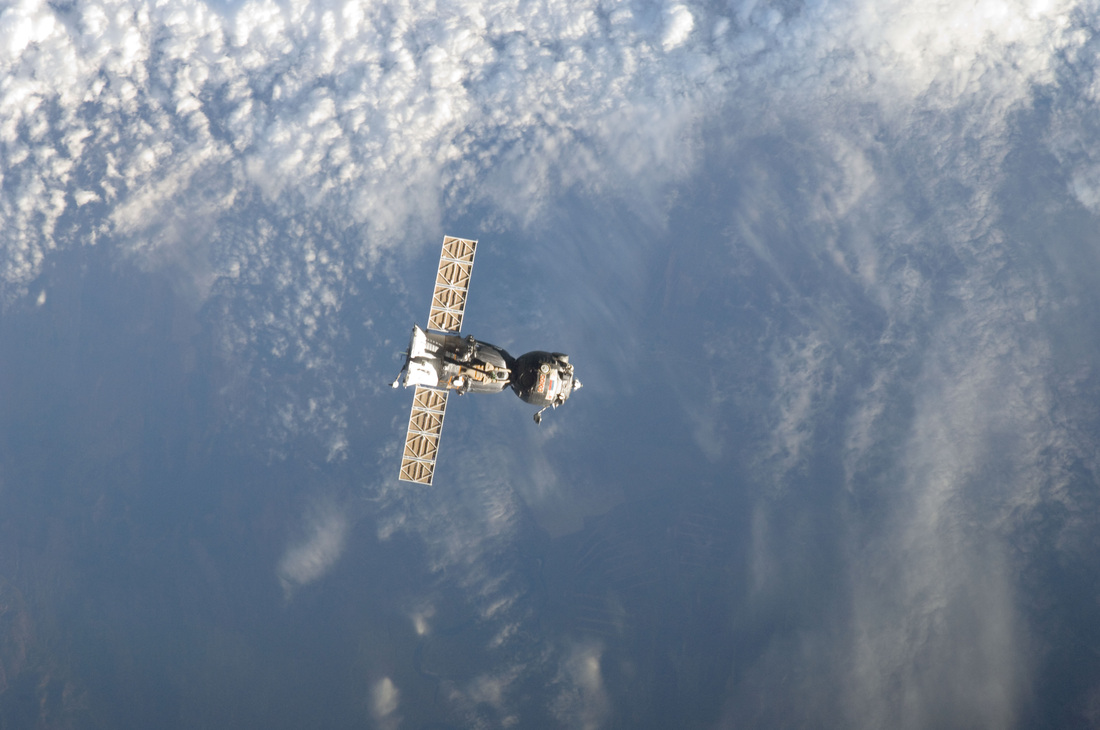
Союз ТМА-07М, розстикування з МКС.
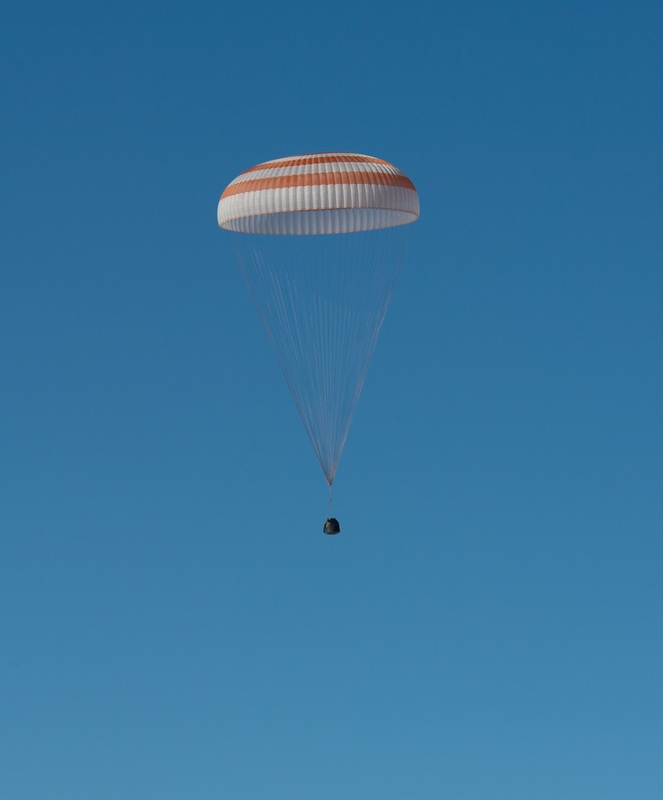
Союз ТМА-07М спускається, основний парашут розкрився.
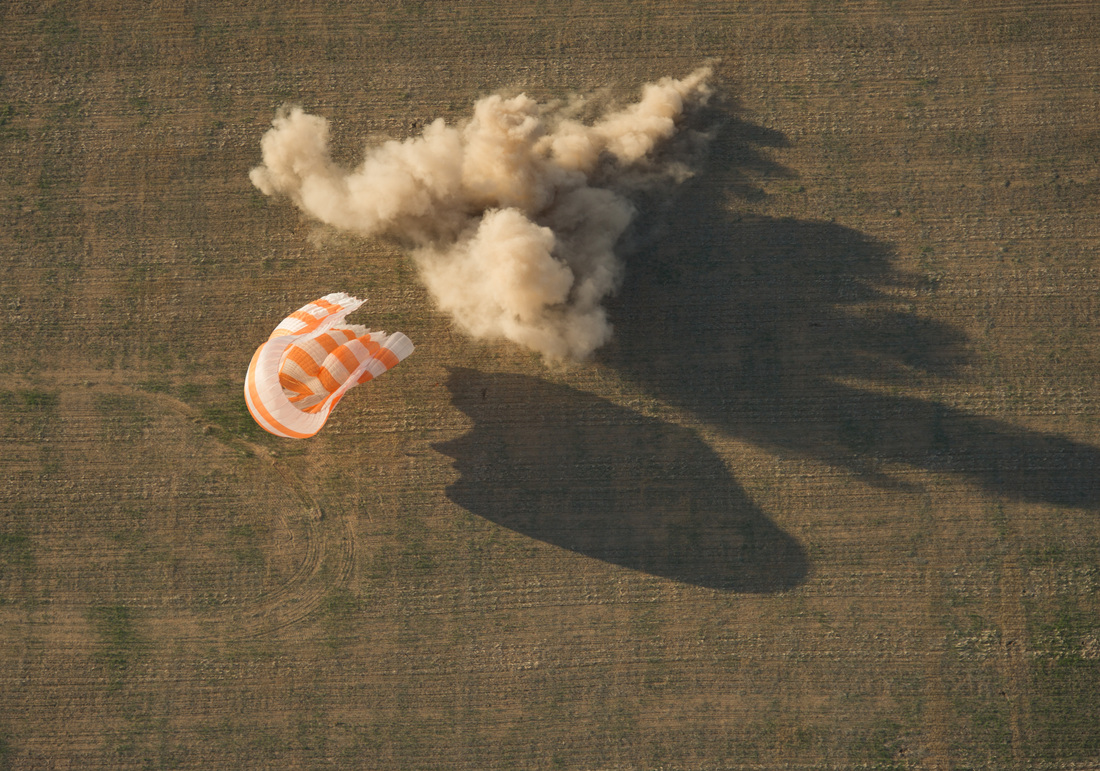
Союз ТМА-07М, приземлення.
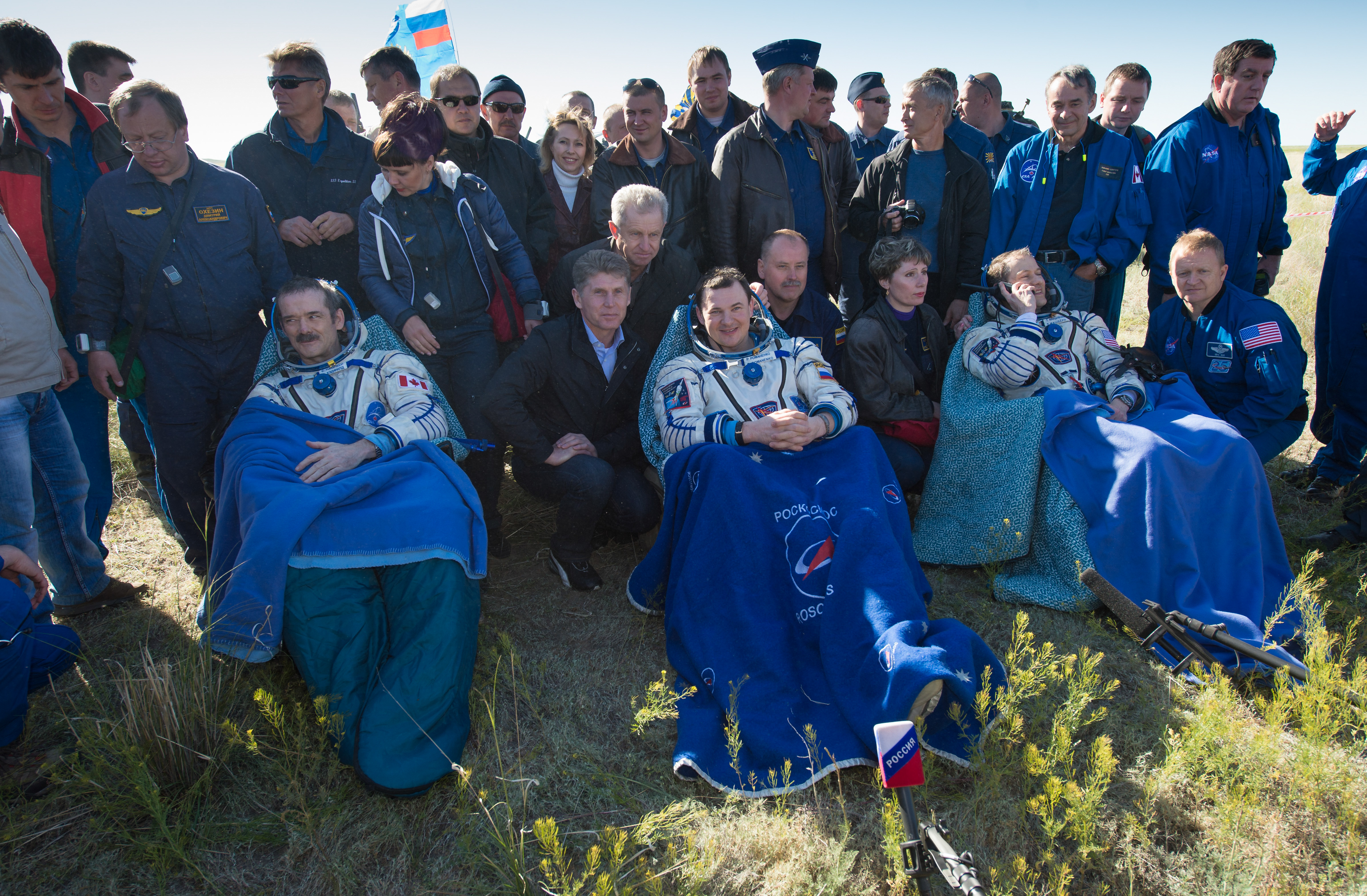
екіпаж ТМА-07 на землі